# Shin Itagaki
Shin Itagaki (板垣 伸 Itagaki Shin?) es un director y animador japonés. En algunas ocasiones también se acredita con el nombre Gakishin.

## Carrera
Itagaki nació en Nagoya, Prefectura de Aichi, el 28 de enero de 1974. Se graduó en el Departamento de Animación de la Tokyo Designer Gakuin College. Después de graduarse, trabajó como animador en Telecom Animation Film como empleado de tiempo completo durante 6 años y 10 meses. Cuando abandonó Telecom Animation Film comenzó a trabajar como autónomo, colaborando con estudios como Ufotable, Azeta Pictures, Gonzo, Madhouse, Gainax, Satelight y Shaft.
Desde 2014 trabaja en Millepensee, estudio fundado por su esposa Naoko Shiraishi.

## Vida personal
Itagaki está casado con Naoko Shiraishi, quien trabajó como productora en Gainax y actualmente es presidenta del estudio de animación Millepensee.

## Trabajos

### Series de televisión
Destaca papeles con funciones de dirección de series.
     Destaca papeles con funciones de asistente de dirección o supervisión.
| Año  | Título                                                                                                | Director(es) | Estudio                    | Funciones | Refs.         |
| ---- | --- | --- | -------------------------- | --- | ------------- |
| 1995 | Virtua Fighter                                                                                        | Hideki Tonokatsu | TMS Entertainment          | Animación intermedia | [ 10 ]        |
| 1999 | Cybersix                                                                                              | Toshihiko Masuda | Telecom Animation Film     | Animación clave (#1-2, 4-5, 7, 9-10, 13) | [ 11 ]        |
| 2000 | Medarot Damashii                                                                                      | Masatsugu Arakawa | Trans Arts                 | Animación clave (#6, 10, 14 (Telecom Animation Film)) | [ 12 ]        |
| 2000 | Hajime no Ippo                                                                                        | Satoshi Nishimura | Madhouse                   | Animación clave (#27, 30, 44, 50, 66, 73-74) | [ 13 ]        |
| 2000 | InuYasha                                                                                              | Masashi Ikeda (#1-44) Yasunao Aoki (#45-167) | Sunrise                    | Animación clave (#Telecom Animation Film) | [ 14 ]        |
| 2000 | Karakuri Kiden: Hiwō Senki                                                                            | Tetsurō Amino | Bones                      | Animación clave (#20-21 (Telecom Animation Film)) | [ 15 ]        |
| 2001 | Grappler Baki                                                                                         | Hitoshi Nanba | Group TAC                  | Director de episodio (#22) Animación clave (#9) | [ 13 ]        |
| 2001 | Grappler Baki: Saidai Tournament-hen                                                                  | Katsuyoshi Yatabe Kōji Yoshikawa Shigeru Kimiya | Group TAC                  | Director de episodios (#4, 10, 16) | [ 16 ]        |
| 2001 | Captain Tsubasa: Road to 2002                                                                         | Isamu Imakake Gisaburō Sugii | Group TAC                  | Director de episodio (#49) Guionista gráfico (#27, 30, 33, 37, 41, 45, 49-50) Director de animación (#49) | [ 17 ]        |
| 2002 | Chobits                                                                                               | Morio Asaka | Madhouse                   | Animación clave (#26) | [ 18 ]        |
| 2002 | Abenobashi Mahō☆Shōtengai                                                                             | Masayuki Kojima Hiroyuki Yamaga | Madhouse                   | Animación clave (#1, 3, 7, 12) | [ 19 ]        |
| 2002 | Mahoromatic: Motto Utsukushii Mono                                                                    | Hiroyuki Yamaga | Gainax Shaft               | Director de episodio (#8) | [ 20 ]        |
| 2003 | Jūbee Ninpūchō: Ryūhōgyoku-hen                                                                        | Tatsuo Satō | Madhouse                   | Director de episodio (#3) Guionista gráfico (#3, 11) Animación clave (#12-13) | [ 21 ]        |
| 2003 | Gad Guard                                                                                             | Hiroshi Nishikiori | Gonzo                      | Director de episodio (#3) Guionista gráfico (#15) | [ 22 ]        |
| 2003 | Narutaru: Mukuro Naru Hoshi Tama Taru Ko                                                              | Toshiaki Iino | Planet                     | Guionista gráfico (#10) | [ 23 ]        |
| 2003 | Avenger                                                                                               | Kōichi Mashimo | Bee Train                  | Animación clave (#OP, ED) | [ 24 ]        |
| 2003 | Fullmetal Alchemist                                                                                   | Seiji Mizushima | Bones                      | Animación clave | [ 25 ]        |
| 2004 | Kono Minikuku mo Utsukushii Sekai                                                                     | Shōji Saeki | Gainax Shaft               | Director de episodios (#2, 7) Guionista (#7) Guionista gráfico (#7) Animación clave (#11) Director de animación (#7) | [ 26 ]        |
| 2004 | Tetsujin 28-gō                                                                                        | Yasuhiro Imagawa | Palm Studio                | Guionista gráfico (#15) | [ 27 ]        |
| 2004 | Sunabōzu                                                                                              | Takayuki Inagaki | Gonzo                      | Director asistente Guionista gráfico (#3, 9, 20, 22-24; OP 2) Director de unidad (#3, 20, 22, 24; OP 2) Animación clave (#OP 2) Subtitulado (#24) | [ 28 ]        |
| 2005 | Black Cat                                                                                             | Shin Itagaki | Gonzo                      | Director Guionista gráfico (#1-2, 4, 6-7, 9, 11-12, 17, 20, 23-24; OP) Director de unidad (#OP) Animación clave (#24) | [ 29 ]        |
| 2006 | Spider Riders: Oracle no Yūsha-tachi                                                                  | Kōichi Mashimo Takaaki Ishiyama | Bee Train                  | Animación clave (#26) | [ 30 ]        |
| 2007 | Tengen Toppa Gurren Lagann                                                                            | Hiroyuki Imaishi | Gainax                     | Director de episodio (#6) Guionista gráfico (#6-7) Animación clave (#24) | [ 31 ]        |
| 2007 | Devil May Cry                                                                                         | Shin Itagaki | Madhouse                   | Director Director de episodios (#1, 11-12) Guionista gráfico (#1-3, 10-12; OP) Animación clave (#12) | [ 32 ]        |
| 2008 | Rosario + Vampire                                                                                     | Takayuki Inagaki | Gonzo                      | Director de episodio (#10) Guionista gráfico (#10) Eyecatch (#10) | [ 33 ]        |
| 2008 | Michiko to Hatchin                                                                                    | Sayo Yamamoto | Manglobe                   | Guionista gráfico (#8) Director de unidad (#8) | [ 34 ]        |
| 2009 | Basquash!                                                                                             | Shin Itagaki (#1-20) Hidekazu Satō (#0-26) | Satelight                  | Director (#1-20) Guionista gráfico (#1-5, 7-13) | [ 35 ]        |
| 2009 | Bakemonogatari                                                                                        | Tatsuya Oishi Akiyuki Simbo | Shaft                      | Director de episodio (#OP 2) Animación clave (#OP 2) | [ 36 ]        |
| 2010 | Hanamaru Yōchien                                                                                      | Seiji Mizushima | Gainax                     | Director de episodio (#ED 4) Guionista gráfico (#ED 4) | [ 37 ]        |
| 2010 | Mayoi Neko Overrun!                                                                                   | Shin Itagaki (#1) Ken'ichi Yatagai (#2) Yoshimasa Hiraike (#3) Akitarō Daichi (#4) Michio Fukuda (#5) Takashi Ikehata (#6) Rion Kujō (#7) Manabu Ono (#8) Tomohiro Hirata (#9) Takuya Satō (#10) Keizō Kusakawa (#11) Jun'ichi Satō (#12) | AIC                        | Director de la serie (#1) Director de episodio (#1) Guionista (#1) Guionista gráfico (#1) Animación clave (#1) | [ 38 ]        |
| 2010 | Sengoku Basara Ni                                                                                     | Kazuya Nomura | Production I.G             | Director de episodio (#6) Guionista gráfico (#6, 10) Animación clave (#OP) | [ 39 ]        |
| 2010 | Panty & Stocking with Garterbelt                                                                      | Hiroyuki Imaishi | Gainax                     | Director de episodio (#9) Guionista (#9) Guionista gráfico (#9) | [ 40 ]        |
| 2011 | Wolverine                                                                                             | Hiroshi Aoyama | Madhouse                   | Guionista gráfico (#9) Animación clave (#9) | [ 41 ]        |
| 2011 | Dantalian no Shoka                                                                                    | Yutaka Uemura | Gainax                     | Guionista gráfico (#5) | [ 42 ]        |
| 2011 | Ben-To                                                                                                | Shin Itagaki | David Production           | Director Director de episodio (#1) Guionista (#1, 10) Guionista gráfico (#1-2, 5-6, 10, 12; OP) Director de unidad (#OP) Composición Diseño | [ 43 ] [ 44 ] |
| 2012 | Lupin III: Mine Fujiko to Iu Onna                                                                     | Sayo Yamamoto | TMS Entertainment          | Director de episodio (#5) Guionista gráfico (#5) Animación clave (#5, 10) Director de animación (#5) | [ 45 ]        |
| 2012 | Sakamichi no Apollon                                                                                  | Shin'ichirō Watanabe | Tezuka Productions MAPPA   | Director de animación (#12) | [ 46 ]        |
| 2012 | Campione!: Matsurowanu Kamigami to Kamigoroshi no Maō                                                 | Keizō Kusakawa | Diomedéa                   | Animación clave (#OP) | [ 47 ]        |
| 2012 | Teekyū                                                                                                | Shin Itagaki | MAPPA                      | Director Director de episodios (#1-12) Guionista (#1-12) Guionista gráfico (#1-12) Director de animación (#1-6, 8-12) Animación clave (#1-12) Animación intermedia (#1-12; OP) Director de sonido Diseño de personajes                                                                 | [ 48 ]        |
| 2013 | Senyū.                                                                                                | Yutaka Yamamoto | Ordet Liden Films          | Director de episodio (#OP) Guionista gráfico (#OP) | [ 13 ]        |
| 2013 | Senyū. 2                                                                                              | Yutaka Yamamoto | Ordet Liden Films          | Director de episodio (#OP) Guionista gráfico (#1-3; OP) | [ 49 ]        |
| 2013 | Teekyū 2                                                                                              | Shin Itagaki | MAPPA                      | Director Director de episodios (#1-12) Guionista (#1-12) Guionista gráfico (#1-12) Director de animación (#1-12) Animación clave(#9) Animación intermedia (#9) Director de sonido Diseño de personajes                                                                                 | [ 50 ]        |
| 2013 | Teekyū 3                                                                                              | Shin Itagaki | MAPPA                      | Director Director de episodios (#25-36; OP 1, OP 2) Guionista Guionista gráfico (#OP 1, OP 2) Director jefe de animación (#8-9) Director de animación (#1-7, 34-36; OP 1, OP 2) Animación intermedia Director de sonido Diseño de personajes                                           | [ 51 ]        |
| 2014 | Wake Up, Girls!                                                                                       | Yutaka Yamamoto | Tatsunoko Production Ordet | Guionista gráfico (#10) | [ 52 ]        |
| 2015 | Takamiya Nasuno Desu! Teekyū Spin-off                                                                 | Shin Itagaki | Millepensee                | Director Director de episodios Guionista Guionista gráfico Director de animación Director de sonido Diseño de personajes | [ 53 ]        |
| 2015 | Teekyū 4                                                                                              | Shin Itagaki | Millepensee                | Director Director de episodios (#1-12) Guionista Guionista gráfico (#OP) Director jefe de animación (#9-10) Director de animación (#1-8 11-12; OP) Director de sonido Diseño de personajes                                                                                             | [ 53 ]        |
| 2015 | Teekyū 5                                                                                              | Shin Itagaki | Millepensee                | Director Director de episodios (#1-12; OP) Guionista Guionista gráfico (#OP) Director jefe de animación (#2-12) Director de animación (#1; OP) Animación clave (#OP) Director de sonido Diseño de personajes                                                                           | [ 54 ]        |
| 2015 | Teekyū 6                                                                                              | Shin Itagaki | Millepensee                | Director Director de episodios (#1-12; OP) Guionista Guionista gráfico (#OP) Director jefe de animación (#1-6, 9-12) Director de animación (#7-8) Animación clave (#OP) Director de sonido Diseño de personajes                                                                        | [ 55 ]        |
| 2016 | Teekyū 7                                                                                              | Shin Itagaki | Millepensee                | Director Composición de la serie Guionista gráfico (#OP) Animación clave (#12) Director de sonido Diseño de personajes | [ 56 ]        |
| 2016 | Usakame                                                                                               | Shin Itagaki | Millepensee                | Director Composición de la serie Director de sonido | [ 57 ]        |
| 2016 | Berserk                                                                                               | Shin Itagaki | Millepensee                | Director Director de episodios (#OP, ED) Guionista gráfico (#1-3, 7-12; OP, ED) Animación clave (#1-12) | [ 58 ] [ 59 ] |
| 2016 | Teekyū 8                                                                                              | Shin Itagaki | Millepensee                | Director Director de episodios (#OP 1, OP 2) Guionista Guionista gráfico (#OP 1, OP 2) Director de animación (#OP 1, OP 2) Director de sonido Diseño de personajes | [ 60 ]        |
| 2016 | Pokemon Sun & Moon                                                                                    | Kunihiko Yuyama Daiki Tomiyasu | OLM                        | Animación clave (#97) | [ 13 ]        |
| 2017 | Berserk 2nd Season                                                                                    | Shin Itagaki | Millepensee                | Director Director de episodios (#OP, ED) Guionista gráfico (#1-12; OP, ED) Animación clave (#1-12; OP) Edición (#OP) | [ 61 ]        |
| 2017 | Teekyū 9                                                                                              | Shin Itagaki | Millepensee                | Director Guionista Guionista gráfico (#OP, ED) Director de sonido Diseño de personajes | [ 62 ]        |
| 2017 | Wake Up, Girls! Shin Shō                                                                              | Shin Itagaki | Millepensee                | Director Director de episodio (#1) Guionista gráfico (#1-6, 8-13) Animación clave (#1-6, 8-13) Disposición (#1, 4-6, 8-13; OP) | [ 63 ]        |
| 2018 | Shinya! Tensai Bakabon                                                                                | Tōru Hosokawa | Studio Signpost            | Animación clave (#4) | [ 64 ]        |
| 2018 | Ulysses: Jeanne d'Arc to Renkin no Kishi                                                              | Shin Itagaki | AXsiZ                      | Director Guionista gráfico (#1-12; OP) Director de unidad (#OP, ED) Animación clave (#OP) Edición (#ED) | [ 65 ] [ 66 ] |
| 2019 | Cop Craft                                                                                             | Shin Itagaki | Millepensee                | Director Guionista gráfico (#1-12; OP, ED) Director de animación asistente (#3, 8) Director de animación (#5, 10) Animación clave (#3, 6, 10; OP) Disposición (#1-3) | [ 67 ]        |
| 2021 | Kumo desu ga, Nani ka?                                                                                | Shin Itagaki | Millepensee                | Director Director de episodio (#24) Guionista gráfico (#1-24; OP 1-2, ED 1-2) Director de unidad (#OP 2, ED 1-2) Director de animación (#7, 14) Director de animación asistente (#11, 16, 19, 21-22, 24) Segunda animación clave (#22-23) Disposición (#OP 2, ED 2) Director de sonido | [ 68 ]        |
| 2023 | Isekai de Cheat Skill o Te ni Shita Ore wa, Genjitsu Sekai o mo Musōsuru - Level Up wa Jinsei o Kaeta | Shin Itagaki Shingo Tanabe | Millepensee                | Director jefe Composición de la serie Guionista (#1, 5, 10, 12-13) Guionista gráfico (#4, 12-13) Director de sonido | [ 69 ]        |
| 2025 | Okinawa de Suki ni Natta Ko ga Hōgen Sugite Tsurasugiru                                               | Shin Itagaki Shingo Tanabe | Millepensee                | Director jefe Composición de la serie Director de episodio (#1) Guionista gráfico (#1-12) | [ 70 ] [ 71 ] |
| 2025 | Kimi to Koete Koi ni Naru                                                                             | Hiromi Kimura Shin Itagaki | Millepensee                | Director jefe Composición de la serie Director de sonido | [ 72 ]        |

### Películas
Destaca papeles con funciones de dirección de series.
| Año  | Título                                          | Director(es)                | Estudio           | Funciones                                     | Refs.         |
| ---- | ----------------------------------------------- | --------------------------- | ----------------- | --------------------------------------------- | ------------- |
| 1995 | Lupin III: Kutabare! Nostradamus                | Toshiya Itō Takeshi Shirato | TMS Entertainment | Animación intermedia                          | [ 73 ]        |
| 1995 | Mimi wo Sumaseba                                | Yoshifumi Kondō             | Studio Ghibli     | Animación intermedia (Telecom Animation Film) | [ 74 ]        |
| 1997 | Mononoke Hime                                   | Hayao Miyazaki              | Studio Ghibli     | Animación intermedia (Telecom Animation Film) | [ 75 ]        |
| 1998 | Detective Conan Movie 02: The Fourteenth Target | Kenji Kodama                | TMS Entertainment | Animación clave                               | [ 76 ]        |
| 2002 | WXIII Kidō Keisatsu Patlabor                    | Fumihiko Takayama           | Madhouse          | Animación clave                               | [ 77 ]        |
| 2004 | Dead Leaves                                     | Hiroyuki Imaishi            | Production I.G    | Animación clave                               | [ 78 ]        |
| 2006 | Top wo Nerae! & Top wo Nerae 2! Gattai Movie!!  | Kazuya Tsurumaki            | Gainax            | Animación clave                               | [ 79 ]        |
| 2014 | Cardfight!! Vanguard Movie: Neon Messiah        | Shin Itagaki                | Liden Films       | Director Guionista gráfico                    | [ 80 ] [ 81 ] |
| 2015 | Wake Up, Girls! Beyond the Bottom               | Yutaka Yamamoto             | Millepensee       | Animación clave                               | [ 82 ]        |

### OVAs
Destaca papeles con funciones de dirección de series.
| Año  | Título                             | Director(es)     | Estudio               | Funciones                                                      | Refs.  |
| ---- | ---------------------------------- | ---------------- | --------------------- | -------------------------------------------------------------- | ------ |
| 2003 | Hajime no Ippo: Mashiba vs. Kimura | Hitoshi Nanba    | Madhouse              | Animación clave                                                | [ 83 ] |
| 2004 | Makasete Iruka!                    | Akitarō Daichi   | CoMix Wave Films      | Animación clave                                                | [ 84 ] |
| 2004 | Re: Cutie Honey                    | Hideaki Anno     | Gainax Toei Animation | Animación clave (#1, 3; OP)                                    | [ 85 ] |
| 2004 | Top wo Nerae 2! Diebuster          | Kazuya Tsurumaki | Gainax                | Animación clave (#1)                                           | [ 86 ] |
| 2009 | To Love-Ru OVA                     | Takao Kato       | Xebec                 | Animación clave (#4-5)                                         | [ 87 ] |
| 2013 | Vanquished Queens                  | Shin Itagaki     | Arms                  | Director Director de episodios (#1-2) Guionista gráfico (#1-3) | [ 88 ] |
| 2013 | Ark IX                             | Shin Itagaki     | Hoods Entertainment   | Director Director de episodio Guionista Guionista gráfico      | [ 89 ] |

### Especiales
Destaca papeles con funciones de dirección de series.
| Año  | Título | Director(es)               | Estudio        | Funciones                                                                           | Refs.  |
| ---- | --- | -------------------------- | -------------- | ----------------------------------------------------------------------------------- | ------ |
| 2003 | Hajime no Ippo: Champion Road                                                                                 | Satoshi Nishimura          | Madhouse       | Animación clave                                                                     | [ 13 ] |
| 2006 | Black Cat: Toozakaru Neko                                                                                     | Shin Itagaki               | Gonzo          | Director                                                                            | [ 13 ] |
| 2010 | Sengoku Basara: Setonai no Gekitotsu! Hi wo Fuku Umi no Dai-Yōsai - Fugaku!!                                  | Itsurō Kawasaki            | Production I.G | Director de episodio Guionista gráfico                                              | [ 90 ] |
| 2013 | Vanquished Queens                                                                                             | Shin Itagaki               | Arms           | Director Director de episodios (#1-2) Guionista gráfico (#1-2) Animación clave (#1) | [ 13 ] |
| 2013 | Teekyū 2 Specials                                                                                             | Shin Itagaki               | MAPPA          | Director Diseño de personajes                                                       | [ 13 ] |
| 2014 | Teekyū 3 Specials                                                                                             | Shin Itagaki               | MAPPA          | Director Diseño de personajes                                                       | [ 13 ] |
| 2015 | Teekyū 4 Specials                                                                                             | Shin Itagaki               | Millepensee    | Director Diseño de personajes                                                       | [ 13 ] |
| 2015 | Teekyū 5 Specials                                                                                             | Shin Itagaki               | Millepensee    | Director Diseño de personajes                                                       | [ 13 ] |
| 2016 | Teekyū 6 Specials                                                                                             | Shin Itagaki               | Millepensee    | Director Diseño de personajes                                                       | [ 13 ] |
| 2016 | Teekyū 7 Specials                                                                                             | Shin Itagaki               | Millepensee    | Director Diseño de personajes                                                       | [ 13 ] |
| 2017 | Teekyū 8 Specials                                                                                             | Shin Itagaki               | Millepensee    | Director Diseño de personajes                                                       | [ 13 ] |
| —    | Isekai de Cheat Skill o Te ni Shita Ore wa, Genjitsu Sekai o mo Musōsuru - Level Up wa Jinsei o Kaeta Special | Shin Itagaki Shingo Tanabe | Millepensee    | Director jefe Composición de la serie Director de sonido                            | [ 91 ] |